# عليق مقدس
العُلَّيْق المقدس أو توت شوكي (الاسم العلمي Rubus sanctus) شجيرة معمرة شائكة من فصيلة الوردية، كثيفة الأوراق، أثيثة الفروع، منابتها المرتفعات الباردة فوق ثمائل المسقوي من الحقول الزراعية، وحول ينابيع المياه، وبين الأحراش الندية، وعلى فوهات الآبار، وربما تكون منها على امتداد الأودية أجمات كثيفة واسعة، يستحيل على الإنسان وكثير من الحيوان اختراقها، وذلك على علو 1700-2500 م.

## الوصف
تقوم هذه الشجيرة على سيقان منتصبة فمتدلية بطول 2-3 م، تشبه كثيرًا العبال (الورد الجبلي). أشواكها كثيرة مجنحة، إذا علق بها شيء يصعب تخليه منها، وأوراقها مسننة مركبة تتكون من ثلاث وريقات أو خمس، تحمر قليلا قبل أن تسقط في نهاية فصل الخريف. وتظهر أزهارها على هيئة عناقيد كبيرة، لها خمس تويجات وردية أو بيضاء مشربة بلون وردي بهيج، يثمرها النحل، وليس لها رائحة. وثمارها كروية مركبة من أجزاء كروية صغيرة ملتصق بعضها ببعض، تظهر خضراء، حامضة الطعم، ثم تصفر، فتحمر، فإذا أدركت تمام النضج اسودت وحلت حلاوة شديدة، فتؤكل.